# Grand Prix de la Somme
Le Grand Prix de la Somme, anciennement appelé Tour de la Somme, est une course cycliste française disputée dans la Somme, en Picardie. Créé en 1986, il est resté une épreuve d'amateurs jusqu'en 1998. En 1999 la course devenue professionnelle catégorie 2.5 (la future catégorie 2.2), donc "open" pour coureurs elite-amateurs. Après une édition 2002 sous forme de course d'un jour, il s'est à nouveau déroulé sur plusieurs étapes jusqu'en 2006.
Le Tour de Somme fait partie de l'UCI Europe Tour depuis 2005, d'abord en catégorie 2.2, puis 1.1 en 2007 en devenant une course d'un jour, nommée Grand Prix de la Somme. L'épreuve intègre la Coupe de France de cyclisme sur route en 2013 et 2014.
L'édition 2018 est annulée afin de mieux préparer le passage du Tour de France 2018. L'édition 2020 est annulée en raison de la pandémie de coronavirus.

## Palmarès
| Année                  | Vainqueur              | Deuxième               | Troisième             |
| ---------------------- | ---------------------- | ---------------------- | --------------------- |
| Tour de la Somme       |                        |                        |                       |
| 1986                   | Peter Gylling          | Agne Wilson            | Didier Thueux         |
| 1987                   | Olaf Lurvik            |                        | Jean-Christophe Roger |
| 1988                   | Gérard Aviègne         | Patrick Ferrand        | Torbjörn Wallen       |
| 1989                   | Jean-François Laffillé | Hervé Desriac          | René Foucachon        |
| 1990                   | Pascal Chanteur        | Jean-François Laffillé | Philippe Ermenault    |
| 1991                   | Hervé Boussard         | Gilles Talmant         | Laurent Brochard      |
| 1992                   | Philippe Gaumont       | Frédéric Pontier       | Nicolas Aubert        |
| 1993                   | Frédéric Pontier       | Arnoldas Saprykinas    | Arunas Cepele (en)    |
| 1994                   | Jérôme Delbove         | Arnoldas Saprykinas    | Franck Lemaire        |
| 1995                   | Denis Dugouchet        | Fabrice Ferrat         | Franck Morelle        |
| 1996                   | Ján Valach             | Stéphane Delimauges    | Jean-Michel Thilloy   |
| 1997                   | Martial Locatelli      | Grégory Barbier        | Carlo Meneghetti      |
| 1998                   | Jean-Michel Thilloy    | Michel Lallouët        | Artūras Trumpauskas   |
| 1999                   | Bert Roesems           | Christian Poos         | Linas Balčiūnas       |
| 2000                   | Michael Rich           | Noan Lelarge           | Michel Vanhaecke      |
| 2001                   | Laurent Estadieu       | Staf Scheirlinckx      | Jurgen Guns           |
| 2002                   | Sergey Krushevskiy     | Pierre Bourquenoud     | Ludovic Auger         |
| 2003                   | Frédéric Gabriel       | Thomas Voeckler        | Christophe Rinero     |
| 2004                   | Sergey Krushevskiy     | Andrei Ptchelkin       | Frédéric Mille        |
| 2005                   | Erki Pütsep            | David Le Lay           | Mark Scanlon          |
| 2006                   | Romain Feillu          | Dmitry Kozontchuk      | Gabriel Rasch         |
| 2007                   | Christophe Riblon      | Yoann Offredo          | Martin Elmiger        |
| Grand Prix de la Somme |                        |                        |                       |
| 2008                   | William Bonnet         | Janek Tombak           | Sébastien Turgot      |
| 2009                   | Yauheni Hutarovich     | Anthony Ravard         | Nadir Haddou          |
| 2010                   | Martin Elmiger         | Michael Stevenson      | Anthony Ravard        |
| 2011                   | Anthony Roux           | Lloyd Mondory          | Fabian Wegmann        |
| 2012                   | Evaldas Šiškevičius    | Clément Koretzky       | Mickaël Delage        |
| 2013                   | Preben Van Hecke       | Jean-Luc Delpech       | Nick van der Lijke    |
| 2014                   | Yauheni Hutarovich     | Tom Van Asbroeck       | Yannick Martinez      |
| 2015                   | Quentin Jauregui       | Anthony Delaplace      | Alo Jakin             |
| 2016                   | Daniel McLay           | Nacer Bouhanni         | Yannis Yssaad         |
| 2017                   | Adrien Petit           | Rudy Barbier           | Lorrenzo Manzin       |
| 2018                   | non-organisé           | non-organisé           | non-organisé          |
| 2019                   | Lorrenzo Manzin        | Romain Feillu          | Pierre Barbier        |
| 2020                   | annulé                 | annulé                 | annulé                |
| 2021                   | Tom Mazzone            | Jason Tesson           | Gil D'Heygere         |
| 2022                   | Rait Ärm               | Alfie George           | Aivaras Mikutis       |
| 2023                   | Bastien Pichon         | Michiel Lambrecht      | Axel Huens            |
| 2024                   | Corentin Devroute      | Kévin Le Cunff         | Nicolas Silliau       |